# Повелитель стихий (саундтрек)
«Повелитель стихий» — саундтрек к одноимённому приключенческому фэнтезийному фильму 2010 года от режиссёра М. Найта Шьямалана. Музыку написал композитор Джеймс Ньютон Ховард. Релиз альбома, выходившего под лейблом Lakeshore Records, состоялся 29 июня 2010 года.

## Трек-лист
Вся музыка написана Джеймсом Ньютоном Ховардом.
| №                   | Название                              | Длительность |
| ------------------- | ------------------------------------- | ------------ |
| 1.                  | «Airbender Suite»                     | 11:16        |
| 2.                  | «Earthbenders»                        | 5:53         |
| 3.                  | «The Avatar Has Returned»             | 4:42         |
| 4.                  | «The Four Elements Test»              | 5:30         |
| 5.                  | «Journey to the Northern Water Tribe» | 4:01         |
| 6.                  | «Hall of Avatars»                     | 3:40         |
| 7.                  | «Prologue»                            | 2:43         |
| 8.                  | «The Blue Spirit»                     | 7:17         |
| 9.                  | «The Spirit World»                    | 5:18         |
| 10.                 | «We Could Be Friends»                 | 4:08         |
| 11.                 | «We Are Now the Gods»                 | 5:46         |
| 12.                 | «Flow Like Water»                     | 6:32         |
| Общая длительность: | Общая длительность:                   | 66:46        |

## Восприятие
| Оценки критиков | Оценки критиков |
| Источник        | Оценка          |
| --------------- | --------------- |
| Allmusic        | [ 1 ]           |
| Filmtracks      | [ 2 ]           |
| If              | (A)             |

В то время как фильм получил разгромную критику, саундтрек был удостоен положительных отзывов со стороны многих рецензентов. Кристиан Клемменсен из Filmtracks.com дал ему 5 звёзд из 5. Джонатан Брокстон из MovieMusicUK также поставил ему высшую оценку, отметив «приятные гармонии, интересные оркестровки, а также мощные и героические vjnbds, которые доставляют огромное удовольствие от начала до конца, что делает этот саундтрек одним из самых приятных музыкальных событий летнего сезона 2010 года». Джеймс Саутхолл из Movie-Wave дал альбому 4 звезды. Том Гувер из ScoreNotes оценил саундтрек на 9,5 балла из 10, и даже назвал его «лучшим совместным проектом Ховарда и Шьямалана».
Некоторые рецензенты критиковали CD-издание за нарушение хронологии треков из фильма и отсутствие композиций с хоровой аранжировкой. Джон Брокстон дал комментарий по этому поводу: «Многие критиковали Lakeshore Records за то, что те явно не приобрели лицензию на музыку с хоровой аранжировкой из фильма, поэтому она не вошла в издание на диске; посмотрев фильм, я могу честно сказать, что это небольшое упущение, а финальная реплика — „Покажи всем силу воды“ — звучит точно так же, как и в кинотеатре».

## Награды
В 2010 году саундтрек получил номинации на две премии Международной ассоциации музыкальных кинокритиков, как «лучший оригинальный саундтрек к фэнтези / научно-фантастическому фильму / фильму ужасов» и за «музыкальную композицию года к фильму „Течёт, как вода“».